# Jessica Rinaldi
Pour les articles homonymes, voir Rinaldi.
Jessica Rinaldi est une photojournaliste américaine, lauréate du Prix Pulitzer de la photographie d'article de fond pour ses clichés sur un enfant victime de maltraitance.

## Biographie
Rinaldi est titulaire d'un baccalauréat universitaire en journalisme, obtenu en 2001 à l'université de Boston. 
Pendant dix ans, elle fut photographe auprès de l'agence Reuters, gagnant de nombreux prix.
Elle remporte le prix Pulitzer pour une série de photos pour son documentaire photo sur Strider Wolf, un enfant de sept ans. À l'âge de deux ans, il fut sévèrement battu par ses parents, et subit une opération chirurgicale pour soigner des organes atteints; cette cicatrice est d'ailleurs visible dans le travail de Rinaldi. Ces photos présentent Wolf et ses grands-parents à la campagne dans le Maine. Quand cette série de photos fut publiée, une campagne de financement participatif fut lancée et permit de collecter 20 000 dollars pour Wolf et ses protecteurs. 